# 第12回インド国際映画祭
第12回インド国際映画祭（だい12かいインドこくさいえいがさい、12th International Film Festival of India）は、1989年1月10日から同月24日までニューデリーで開催された。1988年8月の情報・放送省による決定で、これ以降の映画祭はコンペティション部門は開催されないことになった。また、次回から開催期間が14日間から10日間に短縮されることになった。